# Verlag Empirische Pädagogik
Der Verlag Empirische Pädagogik (VEP) stellt das publizistische Standbein des Zentrums für empirische pädagogische Forschung (zepf) der Rheinland-Pfälzischen Technischen Universität, Campus Landau, dar. Er entstand zunächst aus der Gründung der Zeitschrift Empirische Pädagogik. Getragen wird der Verlag vom Verein Empirische Pädagogik e. V., Landau in der Pfalz.
Der Verlag publiziert mittlerweile in den Bereichen: Psychologie, Erziehungswissenschaft, Statistik und Methoden, Soziologie etc. Darunter befindet sich eine Reihe von Lehrbüchern.